# Acanthogonatus tacuariensis
Acanthogonatus tacuariensis är en spindelart som först beskrevs av Pérez-Miles och Capocasale 1982.  Acanthogonatus tacuariensis ingår i släktet Acanthogonatus och familjen Nemesiidae. Inga underarter finns listade i Catalogue of Life.